# Ternana Calcio 1986-1987
Questa voce raccoglie le informazioni riguardanti la Ternana Calcio nelle competizioni ufficiali della stagione 1986-1987.

## Stagione
Nella stagione 1986-1987, dopo la retrocessione scorsa, la Ternana disputa il girone C del campionato di Serie C2, raccogliendo 45 punti ottiene il terzo posto a braccio con il Giulianova, alle spalle della coppia promossa in Serie C1, formata da Vis Pesaro e Francavilla, prime con 47 punti. Il nuovo mister dei rossoverdi è Mario Facco, che presenta una squadra robusta in ogni reparto, con 44 reti ha il miglior attacco del torneo, ed una attenta difesa, che subisce solo 20 reti. Dall'inizio al termine la Ternana ha lottato per ottenere una pronta risalita, vanificata dalla sconfitta (3-0) rimediata a Pesaro in piena volata finale, il 31 maggio 1987, alla penultima di campionato. Tre i giocatori ternani sugli scudi, le punte Vincenzo D'Amico autore di 15 reti, 2 in Coppa Italia e 13 in campionato, e Antonio Ravot preso dal Varese autore di 9 reti. In mezzo al campo solide le prestazioni di Vito Graziani, condite anche da 6 reti. Nella Coppa Italia di Serie C la Ternana disputa prima del campionato, il girone M di qualificazione, che promuove la Rondinella Firenze ai sedicesimi di finale. In questa manifestazione alcune partite sono state date perse su delibera del Giudice Sportivo, per delle irregolarità nei tesseramenti, tre le partite su sei giocate dalla Ternana viziate da questa situazione.

## Rosa

Il neoacquisto Vincenzo D'Amico (al centro) in azione, con la seconda maglia bianca, nella trasferta di Giulianova del 29 marzo 1987

| N. |                   | Ruolo | Calciatore            |
| -- | ----------------- | ----- | --------------------- |
| -  | Italia (bandiera) | C     | Lucio Bartolucci      |
| -  | Italia (bandiera) | D     | Alfredo Battella      |
| -  | Italia (bandiera) | C     | Angelo Bevanati       |
| -  | Italia (bandiera) | C     | Vincenzo D'Amico      |
| -  | Italia (bandiera) | A     | Paolo Di Canio        |
| -  | Italia (bandiera) | A     | Domenico Di Carlo     |
| -  | Italia (bandiera) | D     | Francesco Di Vincenzo |
| -  | Italia (bandiera) | A     | Giorgio Eritreo       |
| -  | Italia (bandiera) | A     | Giorgio Finocchio     |
| -  | Italia (bandiera) | P     | Paolo Foti            |
| -  | Italia (bandiera) | C     | Vito Graziani         |

| N. |                   | Ruolo | Calciatore          |
| -- | ----------------- | ----- | ------------------- |
| -  | Italia (bandiera) | D     | Paolo Misuri        |
| -  | Italia (bandiera) | C     | Danilo Nicolai      |
| -  | Italia (bandiera) | D     | Romualdo Picchiante |
| -  | Italia (bandiera) | C     | Giampiero Pocetta   |
| -  | Italia (bandiera) | P     | Alberto Raggi (I)   |
| -  | Italia (bandiera) | D     | Gabriele Ratti      |
| -  | Italia (bandiera) | A     | Antonio Ravot       |
| -  | Italia (bandiera) | D     | Mariano Riva        |
| -  | Italia (bandiera) | A     | Bruno Spinelli      |
| -  | Italia (bandiera) | C     | Fortunato Torrisi   |

## Risultati

### Serie C2

#### Girone di andata
| Arbitro: | Cafaro (Grosseto) |

|                            |           |  |
| Carpineta 4’ Strippoli 12’ | Marcatori |  |

| Arbitro: | Arcovito (Messina) |

|                                  |           |  |
| Pagliari 13’ (aut.) Graziani 70’ | Marcatori |  |

| Arbitro: | Mazzalupi (Roma) |

|  |           |                     |
|  | Marcatori | 79’ (rig.) Graziani |

| Terni 12 ottobre 1986 4ª giornata | Ternana                        | 0 – 0 | Lanciano | Stadio Libero Liberati\| Arbitro: \| Benazzoli (Bassano del Grappa) \| |
| Arbitro:                          | Benazzoli (Bassano del Grappa) |       |          |                                                                        |

| Arbitro: | Cucchiara (Bari) |

|  |           |                                    |
|  | Marcatori | 6’ Di Carlo 29’ Ravot 75’ Graziani |

| Arbitro: | Grechi (Milano) |

|                                          |           |                                |
| Ravot 33’, 54’ Graziani 36’ Di Canio 46’ | Marcatori | 45’ Moro 67’ (rig.) Tuttisanti |

| Arbitro: | Di Savino (Foggia) |

|                             |           |  |
| Di Canio 12’ Ravot 42’, 81’ | Marcatori |  |

| Arbitro: | Ceccarini (Livorno) |

|              |           |  |
| Lombardi 57’ | Marcatori |  |

| Arbitro: | Di Gennaro (Ercolano) |

|              |           |                  |
| Spinelli 82’ | Marcatori | 80’ Pagliaccetti |

| Arbitro: | Monni (Sassari) |

|           |           |              |
| Gespi 49’ | Marcatori | 77’ Graziani |

| Terni 30 novembre 1986 11ª giornata | Ternana                       | 0 – 0 | Jesi | Stadio Libero Liberati\| Arbitro: \| Frattin (Castelfranco Veneto) \| |
| Arbitro:                            | Frattin (Castelfranco Veneto) |       |      |                                                                       |

| Luco dei Marsi 7 dicembre 1986 12ª giornata | Angizia Luco         | 0 – 0 | Ternana | Stadio Comunale\| Arbitro: \| Rossignoli (Firenze) \| |
| Arbitro:                                    | Rossignoli (Firenze) |       |         |                                                       |

| Arbitro: | Ceccarelli (Roma) |

|                    |           |  |
| D'Amico 59’ (rig.) | Marcatori |  |

| Arbitro: | Guidi (Bologna) |

|                  |           |             |
| Nofri Onofri 90’ | Marcatori | 70’ D'Amico |

| Arbitro: | Di Savino (Foggia) |

|             |           |             |
| Torrisi 18’ | Marcatori | 67’ Mancini |

| Arbitro: | Scaramuzza (Mestre) |

|                               |           |  |
| Di Carlo 60’ Eritreo 75’, 88’ | Marcatori |  |

| Arbitro: | Lombardi (La Spezia) |

|            |           |  |
| La Rosa 2’ | Marcatori |  |

#### Girone di ritorno
| Arbitro: | Benazzoli (Bassano del Grappa) |

|          |           |  |
| Ravot 1’ | Marcatori |  |

| Arbitro: | Manfredini (Modena) |

|                 |           |                         |
| Ratti 5’ (aut.) | Marcatori | 59’ Eritreo 68’ D'Amico |

| Arbitro: | De Angelis (Civitavecchia) |

|                                                    |           |           |
| Ravot 2’ Capone 56’ (aut.) D'Amico 85’ (rig.), 89’ | Marcatori | 35’ Bolis |

| Lanciano 15 febbraio 1987 21ª giornata | Lanciano     | 0 – 0 | Ternana | Stadio Cinque Pini\| Arbitro: \| Iori (Parma) \| |
| Arbitro:                               | Iori (Parma) |       |         |                                                  |

| Arbitro: | Trinchieri (Roma) |

|                    |           |  |
| D'Amico 73’ (rig.) | Marcatori |  |

| Arbitro: | Satariano (Palermo) |

|              |           |  |
| Caricola 65’ | Marcatori |  |

| Arbitro: | Bellotti (Saronno) |

|  |           |                       |
|  | Marcatori | 50’ Ravot 67’ Torrisi |

| Arbitro: | Di Gennaro (Ercolano) |

|           |           |  |
| Ravot 77’ | Marcatori |  |

| Arbitro: | Boggi (Salerno) |

|              |           |  |
| Frigerio 18’ | Marcatori |  |

| Arbitro: | Trentalange (Torino) |

|                                                  |           |  |
| D'Amico 2’ Spinelli 55’ Eritreo 87’ Di Carlo 90’ | Marcatori |  |

| Arbitro: | Bailo (Novi Ligure) |

|                  |           |              |
| Briga 89’ (rig.) | Marcatori | 10’ Bevanati |

| Arbitro: | Ingargiola (Marsala) |

|             |           |  |
| D'Amico 82’ | Marcatori |  |

| Casarano 3 maggio 1987 30ª giornata | Casarano         | 0 – 0 | Ternana | Stadio Giuseppe Capozza\| Arbitro: \| Da Ros (Treviso) \| |
| Arbitro:                            | Da Ros (Treviso) |       |         |                                                           |

| Arbitro: | Grechi (Milano) |

|                    |           |             |
| D'Amico 13’ (rig.) | Marcatori | 87’ Vinceti |

| Arbitro: | Mazzalupi (Roma) |

|  |           |             |
|  | Marcatori | 41’ D'Amico |

| Arbitro: | Fiorenza (Siena) |

|                                              |           |  |
| Nappi 62’ Falconi 71’ Alberti Mazzaferro 82’ | Marcatori |  |

| Arbitro: | Trentalange (Torino) |

|                                           |           |           |
| D'Amico 8’, 30’ Spinelli 60’ Bevanati 75’ | Marcatori | 24’ Falco |

### Coppa Italia

#### Girone M
| Arbitro: | Mariani (Sulmona) |

|                          |           |  |
| D'Amico 41’ Graziani 69’ | Marcatori |  |

| Arbitro: | Grechi (Milano) |

|            |           |  |
| Spelta 77’ | Marcatori |  |

| Arbitro: | Monni (Sassari) |

|  |           |                                            |
|  | Marcatori | 50’ Eritreo 56’ (rig.), 75’ (rig.) D'Amico |

| Pistoia 10 settembre 1986 4ª giornata | Pistoiese           | 0 – 0 | Ternana | Stadio Comunale\| Arbitro: \| Bailo (Novi Ligure) \| |
| Arbitro:                              | Bailo (Novi Ligure) |       |         |                                                      |

| Arbitro: | Scaramuzza (Mestre) |

|  |           |                 |
|  | Marcatori | 84’ Santonocito |

| Arbitro: | Stafoggia (Pesaro) |

|              |           |            |
| Di Canio 27’ | Marcatori | 3’ Baldini |